# Hornbahn
Die Hornbahn ist eine Luftseilbahn in Bad Hindelang im Allgäu, die die Talstation (rund 800 m) über dreizehn Stützen mit der 1314 m hoch gelegenen Bergstation am Imberger Horn verbindet. Die Länge der Gondelbahn beträgt 1423 m, wobei eine Höhendifferenz von 516 m bewältigt wird. Seit dem Umbau der Bahn im Jahre 2000 durch Doppelmayr ist diese mit 18 Gondeln für je 8 Personen ausgerüstet, die von Swoboda geliefert wurden. Neben den geschlossenen Kabinen gibt es eine offene Service- und Transportgondel sowie eine offene Transportplattform. Das Förderseil hat einen Durchmesser von 43 mm, sein Antrieb und die hydraulische Spannvorrichtung befinden sich in der Talstation. Dort ist auch die Garage für die Gondeln.
Es gibt an der Hornbahn Wanderwege und einen Bikepark für den Sommer sowie einen Winterwanderweg und drei unterschiedlich steile Rodelbahnen für den Winter. Die Hornbahn ist nicht für Skifahrer vorgesehen.